# Lemonade Inc.
Lemonade Insurance Company is een wereldwijd opererende schadeverzekeraar met hun hoofdkantoor in New York en hun Europese hoofdkantoor in Amsterdam.
De verzekeraar biedt huurders- en woonverzekeringen aan voor huizen, appartementen en studio's. Daarnaast is het in veel van de staten binnen de VS mogelijk om een huisdierenverzekering af te sluiten voor honden en katten. Ter aanvulling bieden ze inboedelverzekeringen en aansprakelijkheidsverzekeringen aan in Duitsland en Nederland en huurdersverzekeringen in Frankrijk.
Lemonade verwerkt verzekeringsaanvragen en claims online, via desktop en mobiele apps, met behulp van chatbots. Een ander belangrijk onderdeel van het bedrijfsmodel is het schenken van verzekeringswinsten aan non-profitorganisaties naar keuze van de klant. Dit wordt jaarlijks gedaan gedurende een evenement dat de Lemonade "Giveback" heet.
Lemonade Inc. wordt gesteund door investeerders, dit zijn onder andere Aleph, General Catalyst, GV (voorheen bekend als Google Ventures), Sequoia Capital, Thrive Capital, Axa XL en de Japanse tech-investeerder SoftBank. Sinds december 2017 is er in totaal $120 miljoen opgehaald. Aandelen van het bedrijf worden openbaar verhandeld op de New York Stock Exchange onder het tickersymbool LMND. In 2020 kondigde Lemonade aan dat ze meer dan een miljoen actieve klanten heeft.

## Geschiedenis
Lemonade werd in april van 2015 opgericht door Daniel Schreiber (oud-president van Powermat) en Shai Wininger (mede-oprichter van Fiverr). Dan Ariely trad in 2016 in dienst als Chief Behavioral Officer.

## Financiering
Lemonade kondigde in december 2015 aan dat het $13 miljoen aan startkapitaal had verworven van Sequoia Capital en Aleph. In augustus 2016 heeft het nogmaals $13 miljoen aan financiering opgehaald bij XL Innovate (onderdeel van de XL Group), gevolgd door $34 miljoen aan financiering van Series B in december van datzelfde jaar. De Series B-ronde werd geleid door General Catalyst in samenwerking met Thrive Capital, Tusk Ventures en GV (voorheen Google Ventures), de VC-tak van Google's moederbedrijf Alphabet Inc.
In april 2017 kondigde het bedrijf extra investeerders aan: Allianz SE and Ashton Kutcher’s Sound Ventures. In december 2017 investeerde Softbank een additionele $120 miljoen in Lemonade gedurende een Series C ronde, waardoor het totale bedrag dat door Lemonade werd opgehaald steeg naar ongeveer $180 miljoen. In april 2019 kondigde Lemonade een supplementaire investering aan van $300 miljoen. De Series D financiering werd geleid door de SoftBank Group, in samenwerking met Allianz, General Catalyst, GV, OurCrowd en Thrive Capital, waardoor de totale investering die door Lemonade werd opgehaald uitkwam op $480 miljoen.

## Financiën
Lemonade brengt zijn eigen polissen uit en is herverzekerd bij Lloyd's of London en AXA. In 2020 beoordeelde het in Ohio gevestigde financiële analyse bedrijf Demotech de financiële stabiliteit van Lemonade als A-uitzonderlijk.

## Beursgang
Op 8 juni 2020 diende Lemonade een S-1-formulier in voor de registratie van effecten ter voorbereiding op een beursgang. Op 1 juli 2020 had Lemonade Inc. 11 miljoen aandelen op de NYSE, met een waarde van $29,00 per aandeel. De volgende dag, op 2 juli 2020, begon de handel in de aandelen onder het ticker symbool LMND.

## Bedrijfsmodel
Het bedrijfsmodel van Lemonade verschilt van dat van een reguliere verzekeraar. Een vast bedrag van 25% van de premie wordt vastgehouden en de overige 75% wordt gereserveerd om claims van te betalen en een herverzekering af te sluiten. Ongeclaimde premie wordt gedoneerd aan een goed doel die de klant zelf kiest middels de jaarlijkse “Giveback”.

## Technologie
Lemonade gebruikt chatbots om verzekeringspolissen te verstrekken en claims af te handelen. Volgens Lemonade vestigde het bedrijf in 2016 een wereldrecord in Amerika in het behandelen van een claim toen een klant een gestolen jas claimde. Na het beantwoorden van een paar vragen en het indienen van de claim in de app, zei Lemonade dat de claim binnen drie seconden beoordeeld, goedgekeurd en betaald kon worden.

## Maatschappelijke verantwoordelijkheid
Lemonade Inc. staat geregistreerd als public benefit corporation en heeft de volgende missie: “Verzekeringen transformeren van een noodzakelijk kwaad naar een maatschappelijk belang." Tijdens de aanmeldprocedure krijgen nieuwe klanten de optie om een non-profit organisatie of goed doel te kiezen dat op jaarbasis de ongeclaimde premie (ook bekend als verzekeringstechnische winst) als donatie ontvangt.
In mei 2016 werd Lemonade het enige verzekeringsbedrijf dat in de Verenigde Staten een B-Corporation-certificatie ontving. Het is tevens de enige B-Corp verzekeraar in de Benelux.